# Beania discodermiae
Beania discodermiae is een mosdiertjessoort uit de familie van de Beaniidae. De wetenschappelijke naam van de soort is, als Diachoris discodermiae, voor het eerst geldig gepubliceerd in 1890 door Ortmann.